# A/やさしいライオン
「A/やさしいライオン」（エース/ - ）は100sの1stシングルである。2004年7月7日発売。

## 収録曲
作詞：中村一義／編曲：100s
1. A (3:46)
作曲：中村一義
2. やさしいライオン(4:04)
作曲：山口寛雄&100s